# Ilana Löwy
Pour les articles homonymes, voir Löwy.
Ilana Löwy (née Zelmanowicz), née en 1948 à Łódź, en Pologne, est une historienne des sciences et féministe française.
Elle est directrice de recherche au laboratoire multidisciplinaire CERMES3 (Centre de recherche médecine, sciences, santé, santé mentale, société, Inserm-CNRS-EHESS), et est associée au Département de Santé Mondiale et Médecine Sociale du King's College de Londres, au département d'histoire des sciences de l'université Harvard et à l'Institut Oswaldo-Cruz de Rio de Janeiro.

## Biographie
Ilana Löwy est née en Pologne dans une famille juive, et ses parents décident d'émigrer en Israël en 1957. Elle obtient une maitrise de biochimie à l'université de Tel Aviv en 1971 et un doctorat d'État ès sciences, option immunologie, à l’université de Paris VII en 1977.
Au début de sa carrière, Ilana Löwy travaille à l'Institut Pasteur dans un laboratoire d'immunologie cellulaire. Elle se tourne ensuite vers l'histoire des sciences et intègre l'INSERM , où elle devient directrice de recherche. Elle collabore en tant que chercheuse ou professeure invitée dans plusieurs institutions en Europe (France, Angleterre, Allemagne) et en Amérique (États-Unis, Brésil), et notamment à l'École des hautes études en sciences sociales de Paris, au  Wellcome Trust Center de Londres, à l'Institut Max-Planck d'histoire des sciences de Berlin, au Radcliffe Institute for Advanced Study de l'Université de Harvard, et à l'Instituto Fernandes Figueira (pt) de Rio de Janeiro.
Löwy publie des articles sur un grand nombre de sujets: histoire de l'immunologie, de la bactériologie, de la virologie, des transplantation d'organes et de la médecine tropicale. Elle s'intéresse également à la reproduction humaine et au cancer.
Elle est également auteure de plusieurs ouvrages sur les rapports entre les sciences, le genre et le féminisme.
Dans Pour en finir avec la domination masculine : de A à Z, coécrit avec Catherine Marry, les auteures cherchent à dévoiler les mécanismes de la domination masculine tels qu'ils se perpétuent selon elles dans la période contemporaine.

## Ouvrages
- The Polish School of Philosophy of Medicine: From Tytus Chalubinski (1820–1889) to Ludwik Fleck (1896–1961), Dordrecht: Kluwer Academic Publications (Philosophy of Medicine Series),1990.
- L'Invention du naturel : les sciences et la fabrication du féminin et du masculin, sous la direction de Delphine Gardey, Archives contemporaines, coll. Histoire des sciences, des techniques et de la médecine, 2000
- Cancer des chercheurs, cancer des cliniciens : trajectoire d'une innovation thérapeutique, Archives contemporaines, Paris, 2002, 322 p.
- Virus, moustiques et modernité : science, politique et fièvre jaune au Brésil, Paris, Archives contemporaines, 2002.
- La Distinction entre sexe et genre : une histoire entre biologie et culture, Cahiers du genre, no 34, sous la direction d'Ilian Löwy et Hélène Rouch, L'Harmattan, Paris, 2003.
- « Intersexe et transsexualités: les technologies de la médecine et la séparation du sexe biologique du sexe social », Les Cahiers du genre, no 34, 2003, p. 91.
- L'Emprise du genre: masculinité, féminité, inégalité, coll. Le Genre du monde, La Dispute, 2006
- Pour en finir avec la domination masculine: de A à Z, avec Catherine Marry, Empêcheurs de Penser en Rond, 2007.
- Preventive Strikes: Women, Precancer and Prophylactic Surgery, Johns  Hopkins University Press, 2009.
- A Woman's Disease: A History of Cervical Cancer, Oxford University Press, 2011.
- Imperfect Pregnancies. A History of Birth Defects and Prenatal Diagnosis, Johns Hopkins University Press, 2017,  (ISBN 9781421423630).
- Tangled Diagnoses: Prenatal Testing, Women, and Risk, Chicago, University of Chicago Press, 2018[11].
- Viruses and Reproductive Injustice. Zika in Brazil, Baltimore, Johns Hopkins University Press, 2024[12].